# Kure Beach (Caroline du Nord)
Kure Beach est une ville américaine située dans le comté de New Hanover dans l'État de Caroline du Nord. En 2010, sa population était de 2 012 habitants.

## Démographie
| 1950 | 1960 | 1970 | 1980 | 1990 | 2000  |
| ---- | ---- | ---- | ---- | ---- | ----- |
| 228  | 293  | 394  | 611  | 619  | 1 507 |

| 2010  | - | - | - | - | - |
| ----- | - | - | - | - | - |
| 2 012 | - | - | - | - | - |

## Source de la traduction
- (en) Cet article est partiellement ou en totalité issu de l’article de Wikipédia en anglais intitulé « Kure Beach, North Carolina » (voir la liste des auteurs).